# Oma Mua

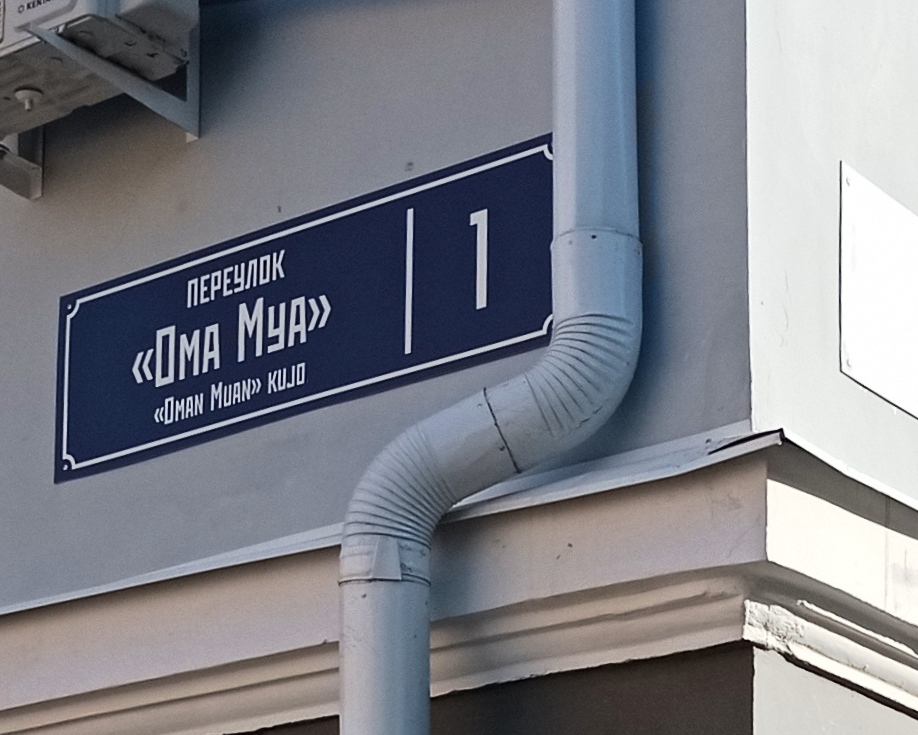
Переулок в Петрозаводске

«Oma Mua» («Родная земля») — еженедельная общественно-политическая газета на ливвиковском, собственно карельском, тверском, южно-карельском и людиковском наречиях карельского языка, издающаяся в Республике Карелия. Газета публикует материалы по истории и культуре карел.
Учредителями газеты являются Законодательное Собрание Республики Карелия, Правительство Республики Карелия и региональная общественная организация Союз карельского народа.
Газета распространяется во всех районах Карелии, а также в Петрозаводске.

## История
Первый номер газеты на карельском языке «Oma mua» вышел в Республике Карелия 8 июня 1990 года, через год после утверждения Президиумом Совета Министров КАССР алфавита карельского языка на основе латинской графики.
Первоначально в газете публиковались материалы на всех наречиях карельского языка: как на ливвиковском, так и на собственно карельском. В 2000 году на собственно карельском наречии начала выходить газета «Vienan Karjala», а «Oma mua» стала издаваться только на ливвиковском наречии. В 2013 году газета «Vienan Karjala» прекратила существование, а «Oma mua» вновь стала публиковаться на обоих наречиях.
В честь газеты в городе Петрозаводске назван переулок «Ома Муа».

## Формат
Первоначально газета печаталась на 4 полосах формата A3 (чёрно-белая полиграфия).
С января 2011 года «Oma mua» выходит на 8 полосах, pdf-версия в цвете.
С 2013 года выходит на 12 полосах.
С мая 2016 года газета выходит в цвете.

## Главный редактор
1. Владимир Кеттунен (с 1990 года по 2000);
2. Лариса Никитина (с 2000 года по 2004);
3. Наталья Синицкая (с 2004 года по 2017);
4. Ольга Мелентьева (с 2017 года по 2019);
5. и. о. глав. ред. Ольга Смотрова (с 2019 по наст. время).